# هليلج أجرد
هليلج أجرد (الاسم العلمي:Terminalia glabrescens) هي نوع من النباتات يتبع جنس الهليلج من الفصيلة القمبريطية.